# Linda Buck
Linda B. Buck, född 29 januari 1947 i Seattle, Washington, USA, är en amerikansk biolog och nobelpristagare i medicin.
Hon mottog tillsammans med Richard Axel Nobelpriset i fysiologi eller medicin år 2004 "för deras upptäckter av luktreceptorer och luktsinnets organisation". Hon var den första kvinnan att motta priset sedan 1995.
Axel och Buck upptäckte att vi i våra luktreceptorceller i näsans slemhinna har ungefär tusen olika typer av luktreceptorer. Varje typ av luktreceptor är specialiserad och kan endast känna av ett begränsat antal doftämnen. I vår arvsmassa finns en hel familj av gener som ger upphov till dessa olika receptorer. Varje typ av receptor är förbunden till ett eget område i hjärnans primära luktcentrum. Signalerna från detta luktcentrum skickas sedan vidare till andra delar av hjärnan där informationen kombineras till en upplevelse av en doft. Varje urskiljbar doft kan alltså sägas vara en unik kombination av signaler från de grundläggande receptortyperna.